# Dóm tér (Firenze)
A Dóm tér (Piazza del Duomo) Firenze központi tere, egyházi központja a kora középkor óta. Szinte a város mértani közepén fekszik, a via Cerretani, a via dell'Agli Pecori, a via Roma, a via Calzaiuoli, a via de'Martelli, a via del Ricasoli a via dell'Oriuolo és a via dei Servi kereszteződésében. Tulajdonképpen két egymásba nyíló tér: a Battistero a piazza San Giovannin áll, és csak utána következik a tulajdonképpeni Dóm tér.

Kilátás a harangtoronyból

A piazza San Giovanni eredetileg kisebb volt, a 19. század végén lebontották a Battisterótól nyugatra álló nagy érseki palota egy részét, és a 16. században épült homlokzatának rekonstruált részét némileg hátrébb építették fel.

## Épületek
A Dóm tér legfontosabb épületei:
- Firenzei dóm
- Campanile
- Battistero
- Loggia del Bigallo
- Museo dell’Opera del Duomo